# HD 179079 b
إتش دي 179079 ب هو كوكب خارج المجموعة الشمسية يدور حول نجم شبه عملاق من التصنيف G يسمى إتش دي 179079، ويبعد نحو 208 سنة ضوئية في كوكبة العقاب. تقدر كتلته بـ1/12 فقط من كتلة المشتري، أي حوالي ضعف ونصف كتلة كتلة نبتون. ويدور الكوكب قريبًا جدًا من نجمه بمسافة 0.11 وحدة فلكية، فتبلغ دورته المدارية أسبوعان. اكتشف الكوكب يوم 12 أغسطس 2009 باستخدام مرصد كيك.